# Estadio de Hockey del Parque Olímpico de Pekín

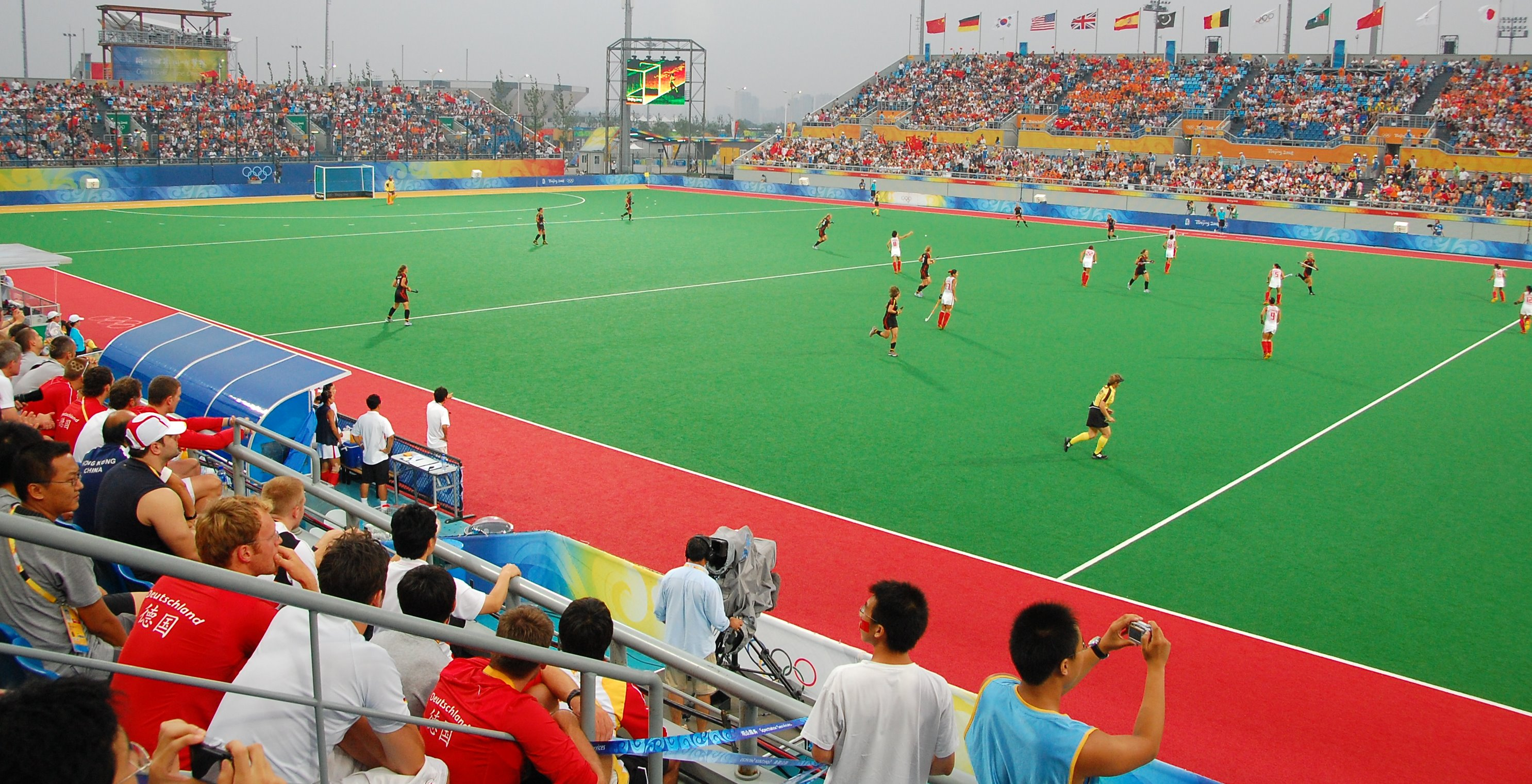
Estadio de Hockey del Parque Olímpico de Pekín en 2008.

El Estadio de Hockey del Parque Olímpico de Pekín fue una de las nueve instalaciones deportivas temporales para los Juegos Olímpicos de Pekín 2008. Estaba ubicado en el Parque Olímpico de Pekín (China) y tenía capacidad para 17 000 espectadores en dos campos de hierba. En él se disputaron las competiciones de hockey hierba en los Juegos Olímpicos y las de fútbol en los Paralímpicos.